# كولو-كولو
نادي كولو-كولو الرياضي الاجتماعي (بالإسبانية: Club Social y Deportivo Colo-Colo)‏، هو نادي كرة قدم في تشيلي يلعب في دوري الدرجة الممتازة. تم تأسيس النادي في سنة 1925.

## اللاعبون
| رقم اللاعب | مدرب/ايسبينا       | المركز |
| 1          | بريان كورتيس       | حارس   |
| 25         | داريو ميلو         | حارس   |
| 12         | ميغيل بينتو        | حارس   |
| 23         | بريان فيخار        | دفاع   |
| 28         | فيليبي كامبوس      | دفاع   |
| 13         | جيسون روخاس        | دفاع   |
| 6          | خوان انسوارالدي    | دفاع   |
| 5          | خوليو باروسو       | دفاع   |
| 4          | ماتياس زالديفيا    | دفاع   |
| 16         | أوسكار أوبازو      | دفاع   |
| 19         | رونالد دي لا فونتي | دفاع   |
| 27         | برانكو بروفوست     | وسط    |
| 29         | كارلوس كارمونا     | وسط    |
| 26         | كارلوس فيلانويفا   | وسط    |
| 24         | سيزار فوينتيس      | وسط    |
| 8          | غابرييل كوستا      | وسط    |
| 17         | غابريال سوازو      | وسط    |
| 22         | خوان كروز          | وسط    |
| 10         | ليوناردو فالنسيا   | وسط    |
| 14         | ماتياس فرنانديز    | وسط    |
| 30         | نيكولاس ماتورانا   | وسط    |
| 2          | فيسنت بيزارو       | وسط    |
| 3          | ويليامس ألراكون    | وسط    |
| 7          | ايستبان باريديس    | هجوم   |
| 18         | إيفان موراليس      | هجوم   |
|            | نيكولاس بلاندي     | هجوم   |
| 15         | بابلو موش          | هجوم   |

### الأكاديمية
ملاحظة: تشير الأعلام إلى المنتخب الوطني على النحو المحدد في قواعد الأهلية للفيفا. قد يحمل اللاعبون أكثر من جنسية واحدة غير تابعة للفيفا.
| الرقم | البلد | المركز | اللاعب          |
| ----- | ----- | ------ | --------------- |
| 39    | تشيلي | مدافع  | Darko Fiamengo  |
| 41    | تشيلي | وسط    | Dylan Portilla  |
| 42    | تشيلي | مهاجم  | Jordhy Thompson |

| الرقم | البلد | المركز | اللاعب          |
| ----- | ----- | ------ | --------------- |
| 43    | تشيلي | مهاجم  | Lucas Soto      |
| 45    | تشيلي | وسط    | Fabián Alvarado |

### اللاعبون المعارون
ملاحظة: تشير الأعلام إلى المنتخب الوطني على النحو المحدد في قواعد الأهلية للفيفا. قد يحمل اللاعبون أكثر من جنسية واحدة غير تابعة للفيفا.
| الرقم | البلد | المركز | اللاعب                                    |
| ----- | ----- | ------ | ----------------------------------------- |
|       | تشيلي | مدافع  | Miguel Arias (at أرتورو فرنانديز فيال)    |
|       | تشيلي | مدافع  | Nicolás Garrido (at أرتورو فرنانديز فيال) |
|       | تشيلي | مدافع  | Agustín Ortiz (at Deportes Copiapó)       |
|       | تشيلي | مدافع  | David Tati (at Deportes Temuco)           |
|       | تشيلي | مدافع  | Felipe Yañez ‏ (at نادي كوكيمبو أونيدو)    |
|       | تشيلي | مدافع  | Kurt Zimmermann (to Rodelindo Román)      |
|       | تشيلي | وسط    | وليامز ألاركون (to يونيون لا كاليرا)      |

| الرقم | البلد    | المركز | اللاعب                                      |
| ----- | -------- | ------ | ------------------------------------------- |
|       | تشيلي    | وسط    | Danilo Díaz (at Deportes Recoleta)          |
|       | تشيلي    | وسط    | Ethan Espinoza (at أرتورو فرنانديز فيال)    |
|       | تشيلي    | وسط    | ليوناردو بالنسيا (to ديبورتس لاسيرينا)      |
|       | تشيلي    | مهاجم  | Matías Colossi (at Barnechea)               |
|       | تشيلي    | مهاجم  | Juan Carlos Gaete (to نادي كوبريسال)        |
|       | كولومبيا | مهاجم  | Juan Sebastián Ibarra (to نادي كونسيبسيون ‏) |
|       | تشيلي    | مهاجم  | Diego Orellana (at ديبورتيس أنتوفاغاستا)    |

### 2021 Winter transfers

#### In
ملاحظة: تشير الأعلام إلى المنتخب الوطني على النحو المحدد في قواعد الأهلية للفيفا. قد يحمل اللاعبون أكثر من جنسية واحدة غير تابعة للفيفا.
| الرقم | البلد     | المركز | اللاعب                                   |
| ----- | --------- | ------ | ---------------------------------------- |
| 3     | تشيلي     | مدافع  | Pedro Navarro (back from Barnechea)      |
| 9     | الأرجنتين | مهاجم  | خوان مارتين لوسيرو (from فيليز سارسفيلد) |
| 14    | تشيلي     | وسط    | كريستيان زافالا (from ديبورتيس ميليبيلا) |

| الرقم | البلد | المركز | اللاعب                                    |
| ----- | ----- | ------ | ----------------------------------------- |
| 20    | تشيلي | مهاجم  | ألكسندر أوروز (back from ديبورتيس إيكيكي) |
| 23    | تشيلي | وسط    | إيستيبان بافيز (from نادي تيخوانا)        |

#### Out
ملاحظة: تشير الأعلام إلى المنتخب الوطني على النحو المحدد في قواعد الأهلية للفيفا. قد يحمل اللاعبون أكثر من جنسية واحدة غير تابعة للفيفا.
| الرقم | البلد | المركز | اللاعب                                   |
| ----- | ----- | ------ | ---------------------------------------- |
| --    | تشيلي | مدافع  | رونالد دي لا فيوينت (to كوريكو يونيدو)   |
| --    | تشيلي | مدافع  | Diego Ulloa (to ديبورتس لاسيرينا)        |
| --    | تشيلي | وسط    | Rodrigo Cisterna (to ديبورتيفو نوبلينس ‏) |
| --    | تشيلي | مهاجم  | فيليبي فريتز (to كوريكو يونيدو)          |
| 3     | تشيلي | مدافع  | ميكو ألبورنوز (to نادي فايله)            |

| الرقم | البلد | المركز | اللاعب                                  |
| ----- | ----- | ------ | --------------------------------------- |
| 9     | تشيلي | مهاجم  | خافيير باراغويز (loan to سبورت ريسيفي)  |
| 18    | تشيلي | مهاجم  | إيفان موراليس برافو (to كروز آزول)      |
| 22    | تشيلي | وسط    | بريان سوتو (loan to ديبورتس لاسيرينا)   |
| 30    | تشيلي | وسط    | إغناثيو جارا (loan to يونيون إسبانيولا) |
| 38    | تشيلي | وسط    | جورج أرايا (to ديبورتيس ميليبيلا)       |

## الانجازات
- الدوري التشيلي كلاوسورا:
  - 2006
  - 2007
- الدوري التشيلي أبيرتورا:
  - 2003
  - 2006
  - 2007
  - 2008
  - 2009
  - 2017
- كوبا ليبرتادوريس:
  - 1991
- كأس تشيلي:
  - 2016
- كأس السوبر التشيلي:
  - 2017

## وصلات خارجية
- الموقع الرسمي باللغة الإسبانية
- Colo Colo in FIFA.com
- Supporters' Site